# Mogadore, Ohio
Mogadore là một làng thuộc quận Summit, tiểu bang Ohio, Hoa Kỳ. Năm 2010, dân số của làng này là 3853 người.

## Dân số
- Dân số năm 2000: 3893 người.
- Dân số năm 2010: 3853 người.